# St. Jakobus (Pelkum)

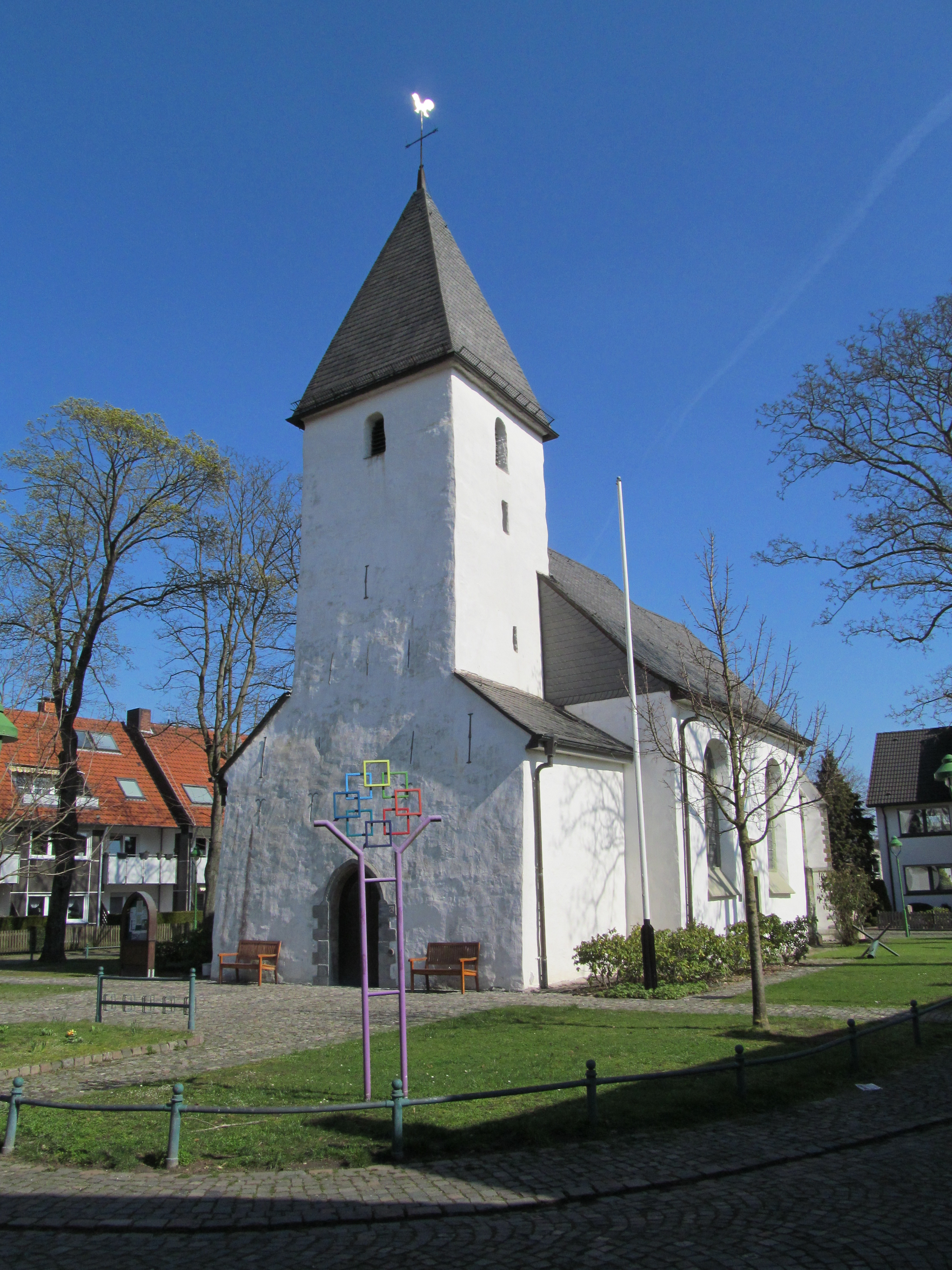
Jakobuskirche in Hamm-Pelkum

Die evangelische Kirche St. Jakobus ist ein denkmalgeschütztes Kirchengebäude am Pelkumer Kirchplatz in Pelkum, einem Stadtteil von Hamm in Nordrhein-Westfalen.

## Geschichte und Architektur
Die Saalkirche von zwei Jochen und einem einjochigen Chor im 5/8-Schluss steht innerhalb eines baumbestandenen, umbauten Kirchplatzes. Von einem romanischen Saalbau sind der eingezogene Westturm und die seitlichen Mauern erhalten. Der Chor stammt aus der ersten Hälfte des 14. Jahrhunderts; das Langhaus wurde von 1738 bis 1739 errichtet. Der schlichte Putzbau ist am Langhaus durch rundbogige Fenster gegliedert. Das reich geformte Ostfenster wurde 1902/03 wieder geöffnet. Das oberste Turmgeschoss wurde wohl in der ersten Hälfte des 14. Jahrhunderts aufgemauert. In das Langhaus wurden derbe, flachbogige Kreuzrippengewölbe aus verputztem Holz eingezogen. Im Chor ruhen Rippengewölbe mit reliefierten Schlusssteinen über Konsolen. Die Glocke wurde 1404 von einem Meister Eilerd oder Everd gegossen; sie ist auf den Ton b1+2 gestimmt. Bei einer Renovierung Mitte der 1970er Jahre wurde zum Schutz des grob geschichteten Mauerwerks ein weißer Schlämmputz aufgebracht.